# 阿凡達：水之道
《阿凡達：水之道》（英語：Avatar: The Way of Water）是一部於2022年上映的美國史詩式科幻電影，由詹姆斯·卡麥隆執導和製片、共同撰寫劇本的瑞克·傑法、亞曼達·賽佛和卡麥隆三人與喬許·傅利曼和沙恩·薩拉爾諾共同創作故事。本片為2009年電影《阿凡達》的續集，亦是《阿凡達系列》的第二部電影作品，由光風暴娛樂和TSG娛樂製造，由二十世紀影業發行，並由山姆·沃辛頓、柔伊·莎達娜、斯蒂芬·朗、喬·大衛·摩爾、CCH·龐德爾、喬瓦尼·瑞比西、迪利普·勞、麥特·傑拉德和雪歌妮·薇佛回歸飾演各自的角色，凱特·溫斯蕾、克利夫·柯蒂斯、艾迪·法柯和傑梅奈·克萊門特出演新角色。時間點設於前作的十餘年後，來自人類的威脅相隔多年後捲土重來，納美人傑克·蘇里一家前往礁石人部落尋求庇護。
詹姆斯·卡麥隆於2006年指是否製作續集取決於《阿凡達》成功與否，並於2010年公佈電影將擴展為三部曲，第二集當時原計劃於2014年上映。但檔期其後不斷推遲，因為系列再加入兩部續集而擴展至五部曲，再加上在水下進行真人動作捕捉拍攝需要新技術的開發，導致劇組需時進行創作、前期製作和視覺效果上的工作。與未命名的第三集電影同時進行的拍攝過程於2017年8月15日在加州曼哈頓海灘展開，劇組於9月25日移師至新西蘭威靈頓，經過整整三年的拍攝作業後於2020年9月底殺青。預算高達3.5至4.6億美元，成為製作成本最昂貴的電影之一。
由於2019冠状病毒病疫情，《阿凡達：水之道》最終推遲到2022年12月6日才在倫敦舉行首映，2022年12月16日在美國上映。電影在影評界獲得正面為主的評價，媒體和影評家普遍讚譽卡麥隆的執導、視覺效果、攝影、製作技術、主題、表演、世界觀設定、電影角色與情感刻劃，但批評劇本與超過三個小時的片長。
本片票房突破十億美元的速度超越前作，同时也是影史第六部以两周破十億美元速度的電影。截至2023年1月8日，全球票房已经达到了15.58億美元，继而超越《捍衛戰士：獨行俠》成为2022年全球票房第一影片，同时于当日位列影史第十。截止2023年2月20日，全球总票房达到22.44億美元，超越《鐵達尼號》成为影史第三高，僅次於2019年電影《復仇者聯盟：終局之戰》，同時為2019冠状病毒病疫情時代中电影票房的最高纪录。美國國家評論協會與美國電影學會將該片列入2022年十佳電影之中。本片亦獲得眾多獎項的提名，當中包含金球獎、衛星獎等獎項，在第95屆奧斯卡金像獎獲頒最佳視覺效果獲獎。

## 劇情
《阿凡達：水之道》的背景設定在前一集的十年多以後，講述蘇一家的故事、他們面臨的麻煩、他們為了保護彼此而做的努力、他們為了存活而打的仗，以及他們所承受的悲劇。——二十世紀影業
在戰勝潘多拉保衛戰十多年後，蘇傑克成為了奧馬蒂卡亞的酋長並與妻子奈蒂莉一起養家，包括兒子奈特言和婁克、女兒小杜、養女綺莉（誕生自葛蕾絲·奧古斯汀的納美人化身）以及一位名叫蜘蛛的地球人男孩。蜘蛛是上校柯邁斯的兒子，他出生在潘多拉星球上，但因為撤離時年紀太小而無法與其他地球人一起回地球，事實上也有一批地球人是自願留下。令納美人沮喪的是，RDA如今因為地球環境惡化而再度返回潘多拉星殖民，並派遣大量星際船隻，以新技術在一年後成功建立另一個比地獄之門更大的港口都市，橋頭城。
在上一次開採時期中陣亡的人類，在出征前備份的記憶被轉移進入納美人身體中，化身阿凡達，更加適應當地作戰環境，這些續命的軍士船隊，隨後也到了潘多拉星，特種部隊以上校的複製人柯邁斯為首。
傑克作為大頭目托魯馬克托，領導了納美人游擊隊，針對RDA供應線，藉由軍事才能與RDA打得有來有回。此時的人類總指揮已經換人，而柯邁斯則被派遣重回現場調查，並透過上校的外骨骼戰鬥服殘骸的記錄儀，發現了上次戰敗的經過，遂發起搜索任務目標追殺傑克一家，其小隊捕獲了傑克的孩子。
傑克和奈蒂莉及時趕到並救出孩子們，但蜘蛛被人類小隊帶走了。柯邁斯認出蜘蛛是自己的兒子，他看到蜘蛛對測謊保持定力，決定花時間與他在一起，以拉攏他投靠自己這邊，而蜘蛛敞開心房後，則向柯邁斯小隊成員傳授納美文化。
傑克意識到蜘蛛知道他的下落，會對他們以及族人的安全構成危險，於是宣布退位，一家人自願離開奧馬蒂卡亞，撤退到潘朵拉東部群島的礁人族部落，這些部落分散在群島之中，也稀少參與上次的人類衝突，傑克認為他們一家可以躲藏在其中。他們在那裡得到庇護，儘管一些部落成員嘲笑傑克的孩子們是地球人混血的怪胎。一家人開始學習當地漁民的生活習性，練習呼吸與水下溝通技巧，進步神速的綺莉奇妙地與大海及其生物建立了精神上的聯繫。
婁克與朋友喜芮亞的兄弟奧農發生爭執，他其後在傑克的堅持下道歉時，卻被奧農一夥人引誘到危險的海洋捕食者領地，三兄弟島。被一種叫阿利雅的凶暴魚類攻擊。險些溺水喪命的婁克幸得帕亞坎拯救，並拆下他身上的魚槍並成為朋友，帕亞坎屬於聰明而和平的鯨類物種突猑一族。
大人將小孩救回後，婁克最後將擅自外出的責任歸咎於自己，獲得了奧農的友誼，但卻獲悉帕亞坎是被同類放逐的流亡者。
綺莉與靈魂之樹的一個分支進行聯繫時會見母親，但途中癲癇發作，傑克請諾姆·斯派曼和馬克斯·帕特爾前來治療綺莉，雖然人類分析出了問題，但最後是部落的精神領袖以傳統療法治好了她。
柯邁斯則趁機偵測到救援直升機的訊號，發現訊號來自群島礁人族居住的地方。柯邁斯帶著蜘蛛，徵用了一艘翼地效應的捕鯨飛船高速前往群島，而這裡人類的捕鯨船之所以正在進行捕殺突猑，是為了收穫他們的安迷他腦酶，用於製造昂貴的抗衰老藥物賣錢。由於部落眾多，柯邁斯沿途逼問各部落傑克的下落，但部落眾人守口如瓶。
從海洋學家口中得知，突猑與礁人族之間的密切共生聯繫後，上校命令捕鯨船員將肆意殺死的當地突猑展示出來，以引出傑克等人。
婁克與帕亞坎進行聯繫，並得知帕亞坎被驅逐，是因為牠號召同伴和納美人，襲擊殺死牠母親的人類捕鯨者，導致傷亡慘重，這才違背了突猑的不殺生信條。
當礁人族得知突猑正被屠殺後，婁克立即前往警告帕亞坎，喜芮亞和奧農隨行。他們發現帕亞坎被捕鯨者追趕，婁克、喜芮亞和小杜其後被柯邁斯俘虜。
傑克和奈蒂莉與酋長等人，得知孩子們遇險後，帶兵與地球人對峙，柯邁斯欲迫使傑克隻身投降，帕亞坎此時為了拯救婁克而突襲捕鯨船，殺出這個程咬金，引發了一場混亂的戰鬥。導致大部分護衛兵死亡，在蜘蛛的破壞下，捕鯨船嚴重受損，高級人類幹部紛紛棄船逃回基地，柯邁斯則重組剩餘的人力繼續戰鬥，並造成奈特言在救出婁克和蜘蛛途中，不幸中彈身亡。為了復仇，雙方進入決鬥。
傑克面對以綺莉為人質的柯邁斯只好妥協，奈蒂莉此時反以蜘蛛為人質威脅柯邁斯，柯邁斯起初仍口是心非，但最後在奈蒂莉劃了蜘蛛胸膛一刀後，不得不屈服。
此時捕鯨艇突然爆炸翻轉，嚴重損壞的船隻，亦到了逐漸沉沒的地步，雙方繼續格鬥，傑克、柯邁斯、奈蒂莉和小杜最終受困於下沉的船隻中。
傑克勒昏柯邁斯使其墜入海底，並被婁克和帕亞坎救出，綺莉亦在海洋生物的協助下，拯救奈蒂莉和小杜。柯邁斯在蜘蛛的拯救下，拾回一命，但後者因認清他的殘忍，而選擇與他斷絕關係，柯邁斯見大勢已去，也只好離去。
在奈特言的葬禮完結後，礁人族接受了傑克成為其中一份子，傑克決定和家人定居此地，並發誓將對入侵者展開反擊。

## 演員

### 納美人
| 演員          | 角色     | 簡介 |
| 山姆·沃辛頓   | 蘇傑克   | 前海軍陸戰隊下士，在協助納美人驅逐人類後將意識永久轉移到納美身體中，並成為奧馬蒂卡亞的酋長，與奈蒂莉育有三個孩子。                   |
| 柔伊·莎達娜   | 奈蒂莉   | 納美人，傑克的伴侶，曾為奧馬蒂卡亞公主。                                                                                             |
| 雪歌妮·薇佛   | 綺莉     | 傑克和奈蒂莉的養女。誕生自葛蕾絲·奧古斯汀（在首集中即由雪歌妮·薇佛飾演）的納美化身，生父不詳。擁有與眾不同的特質，可與生物產生聯繫。 |
| 凱特·溫斯蕾   | 洛納     | 礁人族酋長之妻，懷孕中。 |
| 克利夫·柯蒂斯 | 東諾瓦力 | 礁人族酋長，和傑克、奈蒂莉在十年前早已經認識，同時知道傑克前生是個人類。                                                             |
| CCH·龐德爾    | 莫亞     | 前酋長之妻，奧馬地卡雅族的精神領袖，奈蒂莉的母親。                                                                                   |
| 傑米·弗拉特斯 | 奈特言   | 傑克和奈蒂莉的長子。具有兄長的責任感，表現得體。                                                                                     |
| 布里坦·道爾頓 | 洛亞     | 傑克和奈蒂莉的次子。行事較為衝動，常被父親責難。對喜芮亞產生了好感。                                                                 |
| 崔妮蒂·布利斯 | 小杜     | 傑克和奈蒂莉的八歲小女兒。 |
| 貝利·巴斯     | 喜芮亞   | 東諾瓦力、洛納之女兒 礁人族優雅和強大的自由潛水者。對洛亞產生了好感。                                                                |
| 菲利普·加里奧 | 奧農     | 東諾瓦力、洛納之兒子 礁人族的年輕獵人和自由潛水者。                                                                                  |
| 小杜恩·伊凡   | 羅克索   | 礁人族的年輕獵人和自由潛水者。 |

### 人類
| 演員            | 角色                  | 簡介 |
| 斯蒂芬·朗       | 邁爾斯·夸里奇上校     | RDA安全主管，前海軍陸戰隊上校，採礦作業安全方面的負責人，於第一次殖民時期末被傑克與奈蒂莉殺死。然而他和手下們在上一部裡與納美人發生決鬥前已備份DNA及其記憶並帶回去地球，在本作中以納美人的身體重生，欲向傑克報仇。 |
| 喬·大衛·摩爾    | 諾姆·斯貝爾曼博士     | RDA人類學家，阿凡達計劃中負責研究植物和自然生命。他和傑克·蘇里同時期抵達潘朵拉星，並也操縱了一名阿凡達。儘管起初打算由他來主導和納美人的外交接觸，但後來卻是由傑克贏得了當地人的尊重。                             |
| 艾迪·法柯       | 法蘭西斯·阿德莫爾將軍 | 負責RDA利益的指揮官。 |
| 布倫丹·高維爾   | 米克·史科比隊長       | 潘朵拉星上私營海洋狩獵船的負責人。 |
| 傑梅奈·克萊門特 | 伊恩·加文博士         | 海洋生物學家。 |
| 傑克·查恩       | 邁爾斯·“蜘蛛”·索科羅  | 在「地獄之門」出生的少年，傑克的義子，邁爾斯·夸里奇的兒子。 |
| 喬瓦尼·瑞比西   | 帕克·塞爾弗裏奇       | RDA前採礦主管。 |
| 迪利普·勞       | 馬克斯·帕特爾博士     | RDA科學家。 |
| 麥特·傑拉德     | 萊爾·韋恩弗利特下士   | RDA僱傭兵。 |

## 製作

### 發展

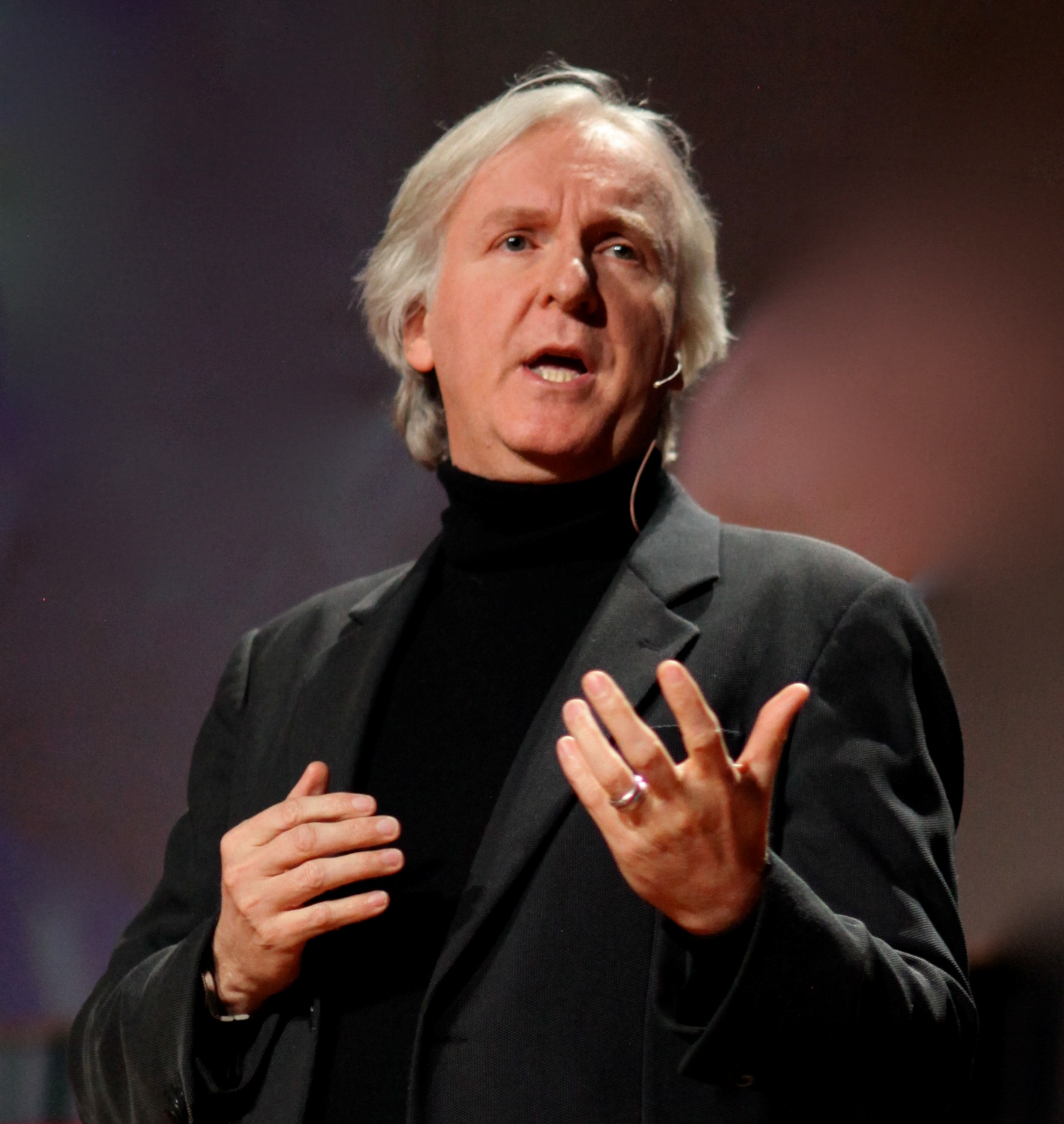
導演詹姆斯·卡麥隆於2010年

2006年，卡麥隆表示如果2009年電影《阿凡達》取得成功，他將考慮製作兩部續集。2010年，卡麥隆表示由於電影廣泛的成功，將按計劃製作續集。兩部續集當時分別定於2014年12月和2015年12月上映，並計劃以背靠背方式拍攝。卡麥隆表示第一部續集將集中在潘多拉星的海洋和更多的熱帶雨林，並打算在馬里亞納海溝的底部使用深海潜水艇拍攝。2011年，卡麥隆表示他剛剛開始設計潘多拉星的海洋生態系統以及其他世界。2012年，卡麥隆首次提及第三部續集的計劃，並在下一年確認製作第三部續集。2013年，卡麥隆宣佈續集將在紐西蘭拍攝，並預計在2014年進行動作捕捉工作。卡麥隆當時希望在2015年發行《阿凡達2》，但在那年晚些時候，製作被延遲至2014年。電影亦延期至2016年12月上映，而另外兩部續集在2017和2018年上映。
2015年，續集的預定發布日期因為撰寫劇本問題又延遲了一年，第一部續集預計將於2017年12月發行。卡麥隆表示撰寫劇本是「相當複雜的工作」。2015年6月，曾為《阿凡達》配樂的詹姆斯·霍納因飛機失事過世。2016年2月，製作計劃於2016年4月在新西蘭開始。
2016年4月，卡麥隆在CinemaCon上宣布將有四部《阿凡達》續集，所有的續集將同時拍攝，發行日期分別為2018年、2020年、2022年和2023年。2016年10月，據報導卡麥隆將為續集推出裸眼3D技術，但他後來不同意這些謠言。2017年3月，卡麥隆透露《阿凡達2》將不會在2018年發行。
2017年4月27日，公佈四部續集的發布日期。《阿凡達2》定於2020年12月18日發布、《阿凡達3》定於2021年12月17日發布、《阿凡達4》定於2024年12月20日發布和《阿凡達5》定於2025年12月19日發布。
2019年5月7日，隨著福斯併入華特迪士尼旗下，迪士尼宣佈電影延期至2021年12月17日上映。
2020年7月23日，因受2019冠状病毒病疫情的全球大流行影响，迪士尼决定将电影推迟一年至2022年12月16日上映。

### 選角
2010年1月，山姆·沃辛頓和柔伊·莎達娜確認已簽約出演續集。卡麥隆亦確認雪歌妮·薇佛和史帝芬·朗將回歸續集，儘管他們的角色已死亡。卡麥隆亦表示薇佛將出演三部續集（當時沒有第四部續集的計劃），而她的角色將活著。然而在2015年3月，薇佛說她將在續集出演新的角色。2015年9月，蜜雪兒·羅德里奎茲表示，她與薇佛和朗不同，將不會回歸續集。
喬·大衛·摩爾、CCH·龐德爾和麥特·傑拉德確認回歸續集。奧娜·卓別林和克利夫·柯蒂斯加盟電影。2017年9月23日，據透露童星菲利普·加里奧（英語：Filip Geljo）已簽約出演未知的角色。9月27日，包括加里奧在內的7名童星被確認為主演之一，當中傑米·弗拉特斯（英語：Jamie Flatters）、布里坦·道爾頓和崔妮蒂·布利斯（英語：Trinity Bliss）的角色是傑克和奈蒂莉的孩子。而加里奧、貝利·巴斯（英語：Bailey Bass）和小杜恩·伊凡（英語：Duane Evans Jr.）的角色是礁人族的成員。傑克·查恩（英語：Jack Champion）飾演出生在潘朵拉星的人類。卡麥隆後來表示，童星已經訓練了六個月，為水下場景拍攝做準備。2017年10月3日，據報導曾出演卡麥隆的《鐵達尼號》的凱特·溫斯蕾加盟電影。
2017年10月13日，宣布喬瓦尼·瑞比西將在四部續集中飾演自己的角色帕克·塞爾弗裏奇（英語：Parker Selfridge）。 2018年1月25日，迪利普·勞被確認回歸飾演馬克斯·帕特爾博士（英語：Dr. Max Patel）。2019年2月，艾迪·法柯加盟電影。2019年3月，布倫丹·高維爾加盟電影。2019年4月，馮·迪索宣佈他將加盟《阿凡達》續集，但沒有明確表示將出演哪一部續集。同月，楊紫瓊加盟電影。

### 拍攝
電影於2017年8月15日進入製作階段並開始預拍，並以曼哈頓海灘作為主要拍攝地點。此外，電影也在中國武陵源、袁家界、天子山等地取景拍攝，時長達30分鐘。
主體拍攝於2017年9月25日開始，並使用背靠背方式與《阿凡達3》同時拍攝。11月23日，卡麥隆表示，劇組在上個月一直與演員進行測試，以在水下拍攝大量的動作捕捉情節。卡麥隆說該測試將持續至2018年1月。
2018年5月，莎達娜表示拍攝“只完成一半”，劇組即將完成第二和第三部電影的動作捕捉製作，然後他們將在新西蘭進行六個月的真人拍攝部分製作。6月8日，莎達娜完成她在《阿凡達2》和《阿凡達3》的戲份。而在同一天，卡麥隆表示動作捕捉已經拍攝了130天。2018年11月14日，卡麥隆宣佈主演的拍攝已經完成。
2019年2月，製片人喬恩·蘭多表示《阿凡達2》和《阿凡達3》的真人拍攝將於2019年春季在新西蘭開始。卡麥隆在同月晚些時候確認，他們只是完成動作捕捉部分而已。

## 市場營銷
2022年4月，迪士尼於電影博覽上公佈正式片名為《阿凡達：水之道》（Avatar: The Way of Water）。
宣傳
前導預告片，於2022年5月8日发布。第二部預告片，於2022年11月2日发布。迪士尼進行市場宣傳時，從商品銷售、消費品、主題公園和廣告等多種媒體平台進行廣泛宣傳與行銷。
與此同時，宣傳也包含一定程度的水域公益教育成分，迪士尼發起名為「讓我們的海洋保持迷人」的全球環保運動，支持大自然保護協會保護海洋棲息地和動物物種 ，發行一本由塔拉·貝內特（Tara Bennett）撰寫、勞勃·羅里葛茲轉發的概念藝術書《阿凡達的藝術：水之道》，該書在2022年10月開放預購，與電影同步發行。另一本由約書亞·伊佐 (Joshua Izzo) 著作的《阿凡達水之道：視覺詞典》也與電影同時發行。
台灣地區的宣傳方面，高雄輕軌特製了一班「阿凡達」主題列車，12月14日起至2023年1月2日止於台北市信義區香堤大道廣場首度舉辦「阿凡達雕像展」，展示真人比例的納美人傑克與奈蒂莉，展覽與電影同步登場。

## 发行
电影全球首映礼于2022年12月6日在英国伦敦举行，二十世紀影業负责发行。由于《阿凡达》的版本于2019年随迪士尼收购20世纪福斯易手，电影将是迪士尼发行的第一部《阿凡达》作品。电影采用4DX （页面存档备份，存于） HFR 3D、RealD 3D、杜比影院、IMAX和IMAX 3D制式发行，部分场次支持每秒48帧的动态高帧率。电影与之后四部续集都将以杜比视界制式发行。在海外市場方面，电影获中国国家电影局审查通过定档，成为2022年少数在中国大陆上映的美國好莱坞大片，另因為政治因素，本片未在俄羅斯發行。
本片在日本發行時，由於電影畫面的幀率為每秒48幀，造成多家電影院陸續出現放映設備故障等技術難題，導致電影無法順利播放，業者在退費時為設備故障道歉。名古屋的影城業者為了能夠順利播放，甚至將電影畫面的幀率直接調低一半，從原先每秒48幀降到傳統電影24fps。

## 評價
《阿凡達：水之道》收獲正面為主的評價，根據爛蕃茄上收集的437篇影評文章（331篇好評，106篇差評），電影獲得76%「新鮮度」，平均得分7.1分（滿分10分），該網站的影評家共識寫道：「從敘事而言，這可能是相當標準的東西—但從視覺上來說，《阿凡達：水之道》是一種令人驚嘆且身歷其境的體驗。」。Metacritic則根據68篇評論文章（45篇好評，21篇褒貶不一，2篇差評），獲得平均分為67（滿分100），代表「普遍好評」。
《ReelViews》的詹姆斯·貝拉迪內利（英語：James Berardinelli）給出滿分5顆星，稱讚視覺效果、動作片段、詹姆斯·卡麥隆的實力，還有故事情節足夠吸引人，角色都有情感弧度，評論「對於2022年，《水之道》可能不是製作最複雜或智力最嚴謹的電影，但它體現了當今“電影”的含義。」。《影音俱樂部》的托里斯·拉夫利（英語：Tomris Laffly）給本片（A）級評分，讚譽「《阿凡達：水之道》不僅繼承了其前作所建立的一切，而且通過電影故事講述者的眼睛和心靈，以閃閃發光和深海的方式推進它們，對海洋充滿熱情和有據可查的熱愛。」。《紐約郵報》的強尼·奧列辛斯基（英語：Johnny Oleksinski）給出4顆星的評分，稱讚視覺效果與生動的情感，相較《阿凡達》首集更強的角色發展和戲劇性，稱「花十多年的時間思念潘多拉是值得的。卡梅隆推出了自《阿凡達》以來最宏偉的電影，而且時長超過三個小時，從不間斷。要讓苦苦掙扎的電影院重新站穩腳跟，還有什麼比一部如此頌揚大銀幕榮耀的龐大電影更好的方法呢？」。《Time Out》的菲爾·德·賽姆林（英語：Phil de Semlyen）將該片評為4顆星（滿分5顆星）的等級，稱譽該片的高度沉浸感「本著故事的意識上傳技術的精神，這是史詩般的視覺效果和動作的衝擊，你需要自己的 USB 端口才能一次性吸收所有內容。」，但也指稱在世界建設在第二個小時變得有點過於精細，對話不完全是經典的卡梅隆電影作品風格，功能性情節比自《即刻救援3》以來的任何一部電影都更依賴於容易預測的兒童綁架事件。
保持中立觀點的評論兼而有之，《Movie Nation》的羅傑·摩爾（英語：Roger Moore）將本片評為2.5顆星（滿分4顆星）稱該片「一部令人驚嘆的沉浸式大銀幕體驗，在電影史上幾乎無人能及。它美麗的、數位實現的超凡脫俗的視覺效果令人瞠目結舌，細緻到製服的線數，如此清晰以至於令人迷失方向。你會忘記了屏幕的終點和您正在觀看的觸覺實體電影院的起點。」、「儘管它同樣容易出現邏輯上的嚴重失誤和明顯的情節設計，以及怠於敘事的便利。對話並不那麼令人畏縮，電影整體看起來也不那麼愚蠢，即便它承擔了重複的新負擔。」、「看起來更好，但沒有改進原作的缺點，大片中的大片，在敘事上如此令人沮喪。」。《國際銀幕》的蒂姆·格里爾森（英語：Tim Grierson）評比本片「《水之道》的華麗呈現再令人嘆為觀止了——在那個世界中展開的戲劇並不總是被巧妙地呈現出來。」。為《時代雜誌》撰稿的史蒂芬妮·扎查雷克（英語：Stephanie Zacharek）的評論稱「《阿凡達：水之道》比《阿凡達》更誇張、更笨拙，後者一開始就很笨拙。」。
趨於負面評價的評論，《衛報》的彼得·布拉德肖（英語：Peter Bradshaw）在滿分五顆星的標準給出兩顆星評分，他肯定電影的視覺效果，但批判了故事情節，稱「除了高科技的視覺更進一步的建構，我們還能找到什麼？浮浮沉沉的情節就像一個沒有幽默感的兒童故事；一個沒有情感創傷的青少年故事；一部沒有真正刺激的硬邊緣的動作驚悚片。」。《舊金山紀事報》的米克·拉薩爾（英語：Mick LaSalle）給本片1顆星（滿分4顆星）的分數，批評「卡梅隆對潘多拉人的嚴肅態度會讓人發笑，《阿凡達：水之道》是一個1小時的故事，在一個192分鐘的包裡嘎嘎作響。」。《每日電訊報》的羅比·柯林（英語：Robbie Collin）則給予本片比較尖銳的評論，在滿分五顆星的評分標準裡僅願意給一顆星，在影評文章裡寫道「看這部電影『感覺』就像被綠松石水泥水刑一樣，沒有情節，沒有利害關係，也沒有殘酷的對話。這位偉大的導演怎麼了？儘管它的世界建設無序擴張，但《水之道》是一次縮小視野的體驗——一位偉大的電影製作人扭轉創意死胡同的悲慘景象。」。
部分台灣影迷認為本片視覺效果十足，畫面震撼，但也有輿論認為劇情老套，缺乏新意，且三小時的片長太過冗長。。電影的發行同時引起美國原住民團體的批判，再度發起抵制電影的活動。
美國東北大學海洋與環境科學教授布萊恩·赫爾穆斯（英語：Brian Helmuth）對電影裡描繪海洋世界與設計生態系的精確性讚譽有加，他稱讚卡麥隆和他的團隊在設計電影的許多生物時，仔細觀察了現實世界中的動物行為，但也指出試圖在人類語言和非人類語言之間建立一對一的聯繫幾乎就像「給人們蒙上眼睛」，因為它忽略了多元智能或彼此交流的方式。稱道「我們如何利用幾乎與海洋聯繫的渴望，重新吸引公眾並幫助『人們』了解現實生活的重要性以及海洋為人們所做的事情？我認為這是偉大的，我認為這就是其中一些電影真正擅長的事情。」 。

## 票房
電影開畫首週，電影發行商迪士尼原預計首週票房可達到1.35億美元至1.5億美元，但實際的首週票房為1.34億美元，低於迪士尼的預期，同時讓迪士尼的股價再度受影響。上映第二週的週末票房超過9550萬美元，累計國內與海外地區的票房分別為2.54億美元與6.01 億美元，因為嚴重特殊傳染性肺炎疫情與流行性感冒病例激增、12月份下旬的北美冬季風暴災情造成觀影人數下降，但影片仍然以强劲的长线效应，至2023年1月19日時，累計北美國內票房達5.74億美元，在北美连续5周成为票房冠军，全球的總票房超過19.28億美元，成为疫情时代以来最高票房，影史第六的傲人成绩。
台灣方面於2022年12月14日正式上映，首周票房突破1億5500萬，至2023年1月30日時累計票房破7億台幣。
截至1月5日，本片在中國大陸累積票房超過 1.68 億美元，導致分析師將其最終預測修改為2億美元或更多，同期其他累計票房成績居高的國家分別為法國（影片票房即將突破1億美元）、德國（票房剛剛超過7500萬美元）和印度（票房達到5100萬美元）。但在日本票房失利，截至1月5日累計票房為2000萬美元。
本片于2023年1月19日已在全球 四个市场破亿美元，分别是北美5.74億美元，大陆2.14億美元，法国1.22億美元，德国1.07億美元。
| 上一届： 《黑豹2：瓦干達萬歲》 | 2022年美國週末票房冠軍 第50-52週     | 下一届： 《阿凡達：水之道》      |
| 上一届： 《阿凡達：水之道》    | 2023年美國週末票房冠軍 第1-4週       | 下一届： 《敲敲門》              |
| 上一届： 《正義迴廊》          | 2022年香港一週票房冠軍 第50-52週     | 下一届： 不適用                  |
| 上一届： 不適用                | 2023年香港一週票房冠軍 第1週         | 下一届： 《THE FIRST SLAM DUNK》 |
| 上一届： 《正義迴廊》          | 2022年香港週末票房冠軍 第51-52週     | 下一届： 不適用                  |
| 上一届： 不適用                | 2023年香港週末票房冠軍 第1-2週       | 下一届： 《THE FIRST SLAM DUNK》 |
| 上一届： 《黑豹2：瓦干達萬歲》 | 2022年台北週末票房冠軍 第51-52週     | 下一届： 不適用                  |
| 上一届： 不適用                | 2023年台北週末票房冠軍 第1-2週       | 下一届： 《THE FIRST SLAM DUNK》 |
| 上一届： 《航海王：紅髮歌姬》  | 2022年中國內地一週票房冠軍 第50-52週 | 下一届： 不適用                  |
| 上一届： 不適用                | 2023年中國內地一週票房冠軍 第1-2週   | 下一届： 《流浪地球2》           |

## 續集
《阿凡達2》是《阿凡達》的四個續集計劃中的第一部電影；《阿凡達3》於2017年9月25日在新西蘭與《阿凡達2》同時拍攝。《阿凡達2》演員山姆·沃辛頓、柔伊·莎達娜、史帝芬·朗、雪歌妮·薇佛、CCH·龐德爾、克利夫·柯蒂斯、喬瓦尼·瑞比西、喬·大衛·摩爾、迪利普·勞、麥特·傑拉德和奧娜·卓別林都宣佈加盟《阿凡達3》。
雖然據報導最後兩部續集都亮起綠燈，但卡麥隆在2017年11月26日的一次採訪中表示：“讓我們面對現實，如果《阿凡達2》和3沒有獲得足夠的票房，就不會有4和5了”。後來，大衛·休利斯在2018年2月證實了這一點，並說“他們正在製作2和3，他們會看看人們是否會去看這兩部續集，如果會的話就會製作4和5”。
相反地，雪歌妮·薇佛於2018年11月表示，在完成前兩部續集的主要拍攝後，她目前“忙於拍攝《阿凡達4》和《阿凡達5》”，而根據幾家媒體報導，最後兩部續集已經開始拍攝。
2019年1月，面對迪士尼公司收購21世紀福斯的提案，迪士尼執行長勞勃·艾格證實《阿凡達4》和《阿凡達5》都在開發中，但尚未正式亮起綠燈。2019年2月，根據喬恩·蘭多的說法，艾格可能被誤解了。他說《阿凡達4》和《阿凡達5》“不只是亮起綠燈”，並已經拍攝了《阿凡達4》的三分之一。

## 備註
1. ↑  中國大陸提前於2022年12月14日推出超前點映（相當於臺灣「口碑場」、港澳「優先場」。）

## 外部連結
- 互联网电影数据库（IMDb）上《阿凡達：水之道》的资料（英文）
- Box Office Mojo上《阿凡達：水之道》的資料（英文）
- Metacritic上《阿凡達：水之道》的資料（英文）
- 爛番茄上《阿凡達：水之道》的資料（英文）
- AllMovie上《阿凡達：水之道》的资料（英文）
- 開眼電影網上《阿凡達：水之道》的資料（繁體中文）
- 豆瓣电影上《阿凡達：水之道》的資料 （简体中文）
- 时光网上《阿凡達：水之道》的資料（简体中文）